# Yalla (musikgrupp)

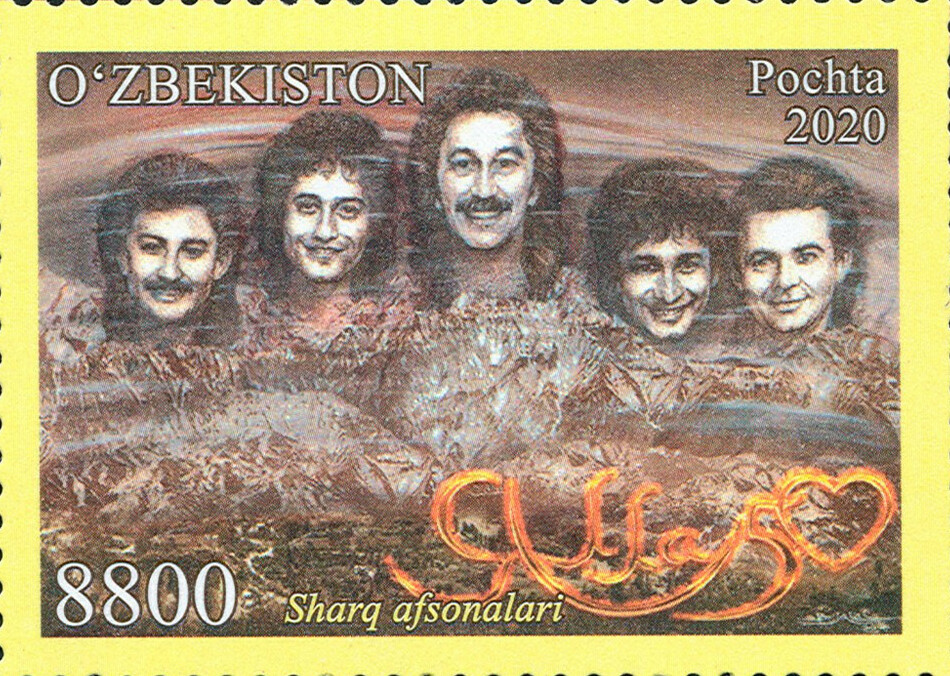
Yalla på ett uzbekiskt frimärke från 2021.

Yalla (kyrilliska Ялла) är en uzbekisk musikgrupp som bildades i början av 1970-talet. Gruppen var populär i hela dåvarande Sovjetunionen på 1970 och 1980-talet. De sjöng på både uzbekiska och ryska. Bandets ledare var Farruch Zokirov. Yalla uppträdde på sovjetisk TV och har också turnerat internationellt.